# Dentergem
Dentergem ou Denterghem (anciennement en néerlandais, parfois encore utilisé en français) est une commune néerlandophone de Belgique située en Région flamande dans la province de Flandre-Occidentale. Elle compte 8 722 habitants vivant sur les 26,09 km2 de la commune, pour une densité de population de 334,30 hab./km2.

## Sections de la commune
La commune comprend Dentergem elle-même, et les sections de Markegem, Oeselgem et Wakken. Ces trois sections se situent au sud de Dentergem, entre la Mandel et la Lys.
| # | Section   | Superf. (km2) | Habitants (2020) | Habitants par km2 | Code INS |
| - | --------- | ------------- | ---------------- | ----------------- | -------- |
| 1 | Dentergem | 11,84         | 2 645            | 223               | 37002A   |
| 2 | Markegem  | 4,31          | 847              | 196               | 37002B   |
| 3 | Oeselgem  | 4,61          | 1 927            | 418               | 37002C   |
| 4 | Wakken    | 5,33          | 3 193            | 599               | 37002D   |

Dentergem, section et communes voisines. Les zones en jaune représentent les agglomérations.

La commune de Dentergem jouxte les villages et communes suivants :
- a. Sint-Baafs-Vijve (commune de Wielsbeke)
- b. Oostrozebeke (commune de Oostrozebeke)
- c. Tielt (ville de Tielt)
- d. Aarsele (ville de Tielt)
- e. Wontergem (ville de Deinze)
- f. Gottem (ville de Deinze)
- g. Olsene (commune de Zulte)
- h. Zulte (commune de Zulte)

## Histoire
Au XVIIe siècle, Maximilien Lanchals, écuyer, issu d'ancienne noblesse militaire, fils de messire Philippe Lanchals et de Florence de Grutheere, est seigneur d'Olsène, Excarde au pays de Waes, Dentergem, Desselgem, Gotthem. Par lettres données à Madrid le 10 janvier 1645, la terre et seigneurie d'Excarde est érigée en baronnie en sa faveur.

## Héraldique
|  | La commune possède des armoiries qui lui avaient été octroyées originellement le 10 novembre 1819 et confirmées le 22 décembre 1840. Les armoiries actuelles ont été octroyées le 21 novembre 1989. Le pigeon provient des armoiries des seigneurs de Kerchove, barons d'Eksaarde, seigneurs de Dentergem au XVIIe et XVIIIe siècles. Dans les nouvelles armories il est placé en chef. La moitié inférieure montrent les armoiries de Wakken et trois lions pour Markegem et Oeselgem. Blasonnement : Parti; en 1 gironné de douze pièces d'or et d'azur, sur le tout de gueules à trois croix en sautoir d'or; en 2 d'argent à trois lions de sinople, armés et lampassés de gueules et couronnés d'or. Au chef d'or à une colombe volante d'azur pattée et becquée de gueules, tenant dans son bec une branche d'olivier de sinople. Source du blasonnement : Heraldy of the World. |

|  | Ces armoiries avaient été octroyées à l'ancienne commune de Wakken. Blasonnement : Le blasonnement n'a pas été trouvé. Source du blasonnement : Heraldy of the World. |

## Démographie

### Évolution démographique: avant la fusion des communes
- Sources : INS, Rem. : 1831 jusqu'en 1970 = recensements, 1976 = nombre d'habitants au 31 décembre[5].

### Évolution démographique: commune fusionnée
Graphe de l'évolution de la population de la commune (la commune de Dentergem étant née de la fusion des anciennes communes de Dentergem, de Markegem, d'Oeselgem et de Wakken, les données ci-après intègrent les quatre communes dans les données avant 1977).
Source : DGS - Remarque : 1831 jusqu'à 1981 = recensement ; depuis 1990 = nombre d'habitants chaque 1er janvier.

## Brasserie
La Brasserie Riva est fondée en 1896, sous le nom Brasserie Desplenter. Une quinzaine de bières différentes y sont brassées, dont la bière blanche Dentergems, et la bière brugeoise Straffe Hendrik.
La brasserie acquiert la Brasserie Liefmans d'Audenarde en 1990. En 2005, elle reçoit la nouvelle dénomination Liefmans Breweries. La brasserie de Dentergem est fermée en 2008, à la suite d'une faillite.